# Danevirke

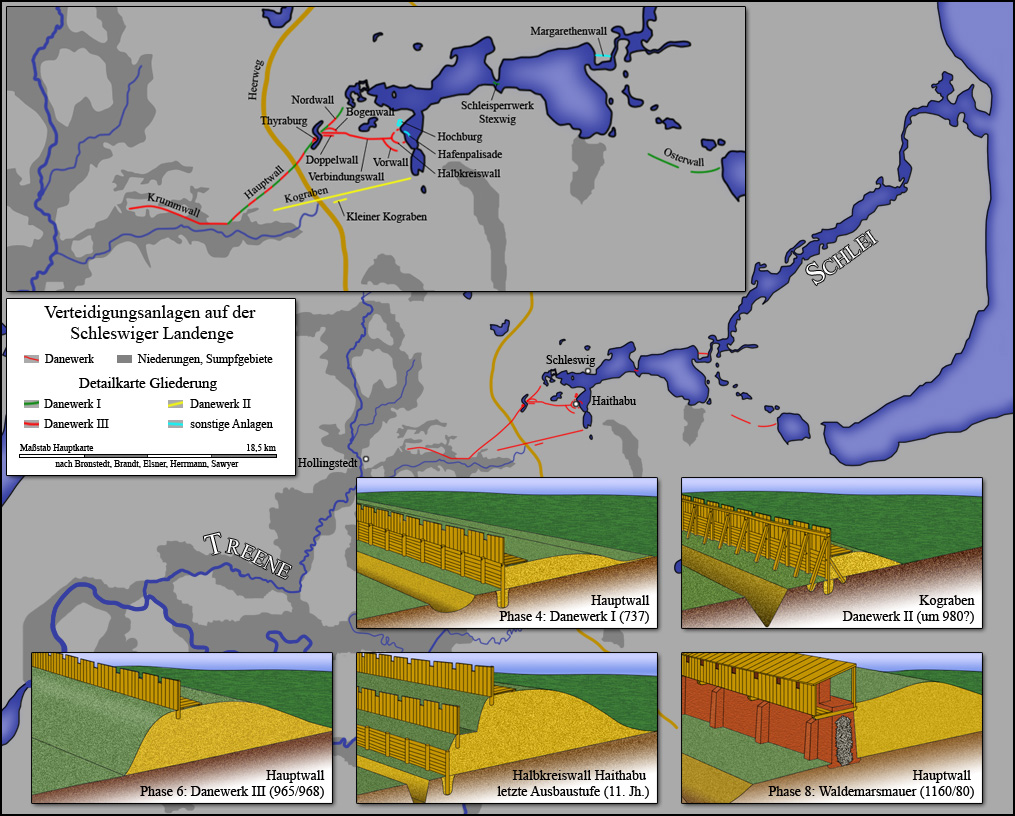
As várias fases de construção de Danevirke

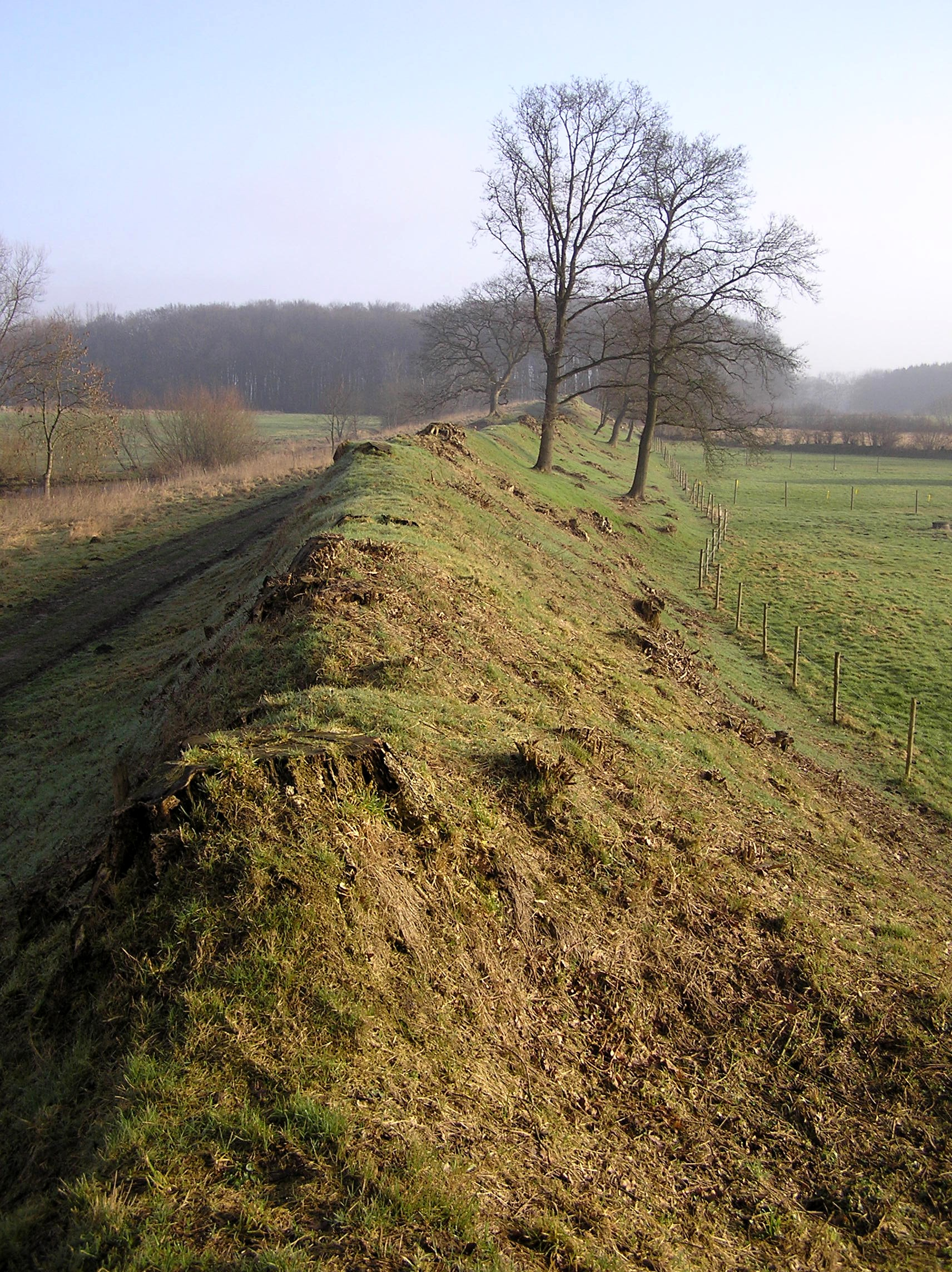
Um trecho de Danevirke

Danevirke ou  Danavirki, também conhecida como Dannevirke ou Danewerk, é uma muralha defensiva dinamarquesa (hoje em Eslésvico-Holsácia, território da Alemanha) que foi construída entre o limite ocidental da Jutlândia e Eslésvico, em Schlei, no Mar Báltico, perto do centro viquingue de comércio de Hedeby.
Segundo fontes escritas, a construção de Danevirke foi iniciada com o rei dinamarquês Godofredo em 808. Temendo uma invasão dos francos, de tal modo que separasse o seu reino na península da Jutlândia dos limites setentrionais do Império Carolíngio.
Entre 1969 e 1975 foram descobertas em escavações três fases da estrutura de Danevirke fazendo uso da técnica de fecho dendrocronológico. As fases em questão decorreram entre 737 e 968 (esta última por Haroldo Dente Azul por causa de conflito com povos a sul). A estrutura tinha 30 km de comprimento total e media entre 3,6 e 6 metros de altura. Durante a Idade Média, a estrutura foi reforçada com paliçadas e paredes e foi usada pelos sucessivos reis dinamarqueses como ponto de partida de incursões militares nas Cruzadas Bálticas, particularmente as incursões dinamarquesas contra os eslavos. Valdemar I por volta de 1160 reforçou a estrutura com um muro de tijolo.
Danevirke foi usada pela última vez como estrutura defensiva em combate durante a guerra Dinamarquesa-Prussiana de 1864, mas sem grande êxito. Durante a Segunda Guerra Mundial, os exércitos da Alemanha Nazi integraram Danevirke como meio de defesa contra a temida invasão aliada a partir do Mar do Norte.
Como símbolo dinamarquês da autonomia frente à Alemanha, o nome "Danevirke" foi usado para título de vários jornais da dinamarca durante o século XIX.

## UNESCO
Foi inscrito como Patrimônio Mundial da UNESCO em 2018 : "graças a seu material rico e bem preservado, o que o torna um local chave para a interpretação dos desenvolvimentos históricos econômicos e sociais na Europa durante a Era Viking."